# Вулиця Лемківська (Тернопіль)
Вулиця Лемківська — вулиця в 10-му мікрорайоні міста Тернополя.

## Відомості
Розпочинається неподалік будинку №56 вулиці Галицької, пролягає на південь та закінчується неподалік вулиці Уласа Самчука. На вулиці розташовані приватні будинки та котельня (Лемківська, 23).